# John R. Bolton
John Robert Bolton (ur. 20 listopada 1948 w Baltimore) – amerykański dyplomata i prawnik, w marcu 2018 roku powołany na stanowisko doradcy ds. bezpieczeństwa narodowego jako następca generała broni H.R. McMastera.

## Życiorys
Ukończył prawo na Uniwersytecie Yale. Karierę w administracji rządowej rozpoczął od pracy w Amerykańskiej  Agencji Rozwoju Międzynarodowego za prezydentury Ronalda Reagana.
W administracji George’a W. Busha służył jako podsekretarz stanu, kiedy sekretarzem był Colin Powell. Gdy miejsce Powella zajęła Condoleezza Rice, Bush nominował Boltona na stanowisko ambasadora Stanów Zjednoczonych przy ONZ. Jako że Senat był przeciwny tej nominacji, Bush w sierpniu 2005, wykorzystując zezwalające na to przepisy, mianował Boltona ambasadorem podczas przerwy między sesjami Kongresu (był on 106. osobą, którą Bush umieścił na stanowisku zgodnie z tą procedurą).
W lutym 2017 Bolton był jednym z czterech – obok McMastera, Keitha Kellogga i generała broni Roberta Caslena – kandydatów na następcę generała broni Michaela T. Flynna, dotychczasowego doradcy ds. bezpieczeństwa narodowego. Wówczas nominację otrzymał McMaster, ale Donald Trump zdymisjonował go w marcu 2018, zapowiadając przy tym powołanie na jego miejsce właśnie Boltona.
12 czerwca 2018 w Singapurze towarzyszył prezydentowi Trumpowi podczas pierwszego spotkania z Kim Dzong Unem.

## Poglądy
Bolton jest uznawany za neokonserwatystę i tak zwanego „jastrzębia”. Wyrażał poparcie dla wycofania się z porozumienia z Iranem dotyczącego ograniczenia irańskiego programu atomowego i rozpoczęcia wojny z tym krajem oraz dla przeprowadzenia ataku na północnokoreańskie instalacje nuklearne. Ponadto popierał wojnę z Irakiem i wypowiadał się przeciwko przyjmowaniu uchodźców z Syrii.
Odnosi się sceptycznie do organizacji międzynarodowych, zwłaszcza ONZ.